# The Land of Rape and Honey
The Land of Rape and Honey es el tercer álbum de estudio de la banda de metal industrial estadounidense Ministry, publicado en 1988 por Sire Records. Se trata de la primera producción de la banda que mezcla sonidos industriales con rock, opuesto al sonido más electrónicamente influenciado de sus producciones previas. El álbum marca el ingreso a la banda del bajista Paul Barker, que permanecería en Ministry como miembro fijo junto a Al Jourgensen hasta su salida en 2004.
La imagen de la carátula muestra una fotografía editada digitalmente de un cadáver quemado en el campo de concentración de Buchenwald. Jourgensen tomó una foto del holocausto desde un documental de televisión y distorsionó la imagen él mismo. Según el propio cantante, la imagen fue rechazada inicialmente por la discográfica, que luego se rumorea cambió de parecer cuando Jourgensen presentó la cabeza de un venado muerto que encontró en la carretera; él cortó la cabeza, la puso en su vehículo, condujo desde Austin hasta Los Ángeles, se dirigió a las oficinas de Sire Records, arrojó la cabeza sobre el escritorio del presidente del departamento de arte y le dijo, "aquí está la maldita carátula del álbum".
El disco logró la certificación de disco de oro en enero de 1996. En 2016, Al Jourgensen mencionó que The Land of Rape and Honey es su álbum favorito de Ministry. Bandas como Fear Factory, Linkin Park, Slipknot y Nine Inch Nails citan este disco como una gran influencia.

## Lista de canciones
Todas escritas por Al Jourgensen y Paul Barker, excepto donde se indique.

| N.º | Título                       | Duración |  |
| 1.  | «Stigmata» (Jourgensen)      | 5:45     |  |
| 2.  | «The Missing»                | 2:55     |  |
| 3.  | «Deity»                      | 3:20     |  |
| 4.  | «Golden Dawn»                | 5:42     |  |
| 5.  | «Destruction»                | 3:30     |  |
| 6.  | «Hizbollah»                  | 3:58     |  |
| 7.  | «The Land of Rape and Honey» | 5:10     |  |
| 8.  | «You Know What You Are»      | 4:43     |  |
| 9.  | «I Prefer»                   | 2:15     |  |
| 10. | «Flashback»                  | 4:50     |  |
| 11. | «Abortive»                   | 4:23     |  |

## Personal
- Al Jourgensen – voz, guitarras, teclados, producción
- Paul Barker – bajo, programación, voz, producción

## Posición en las listas
| Lista (1988)      | Posición |
| ----------------- | -------- |
| The Billboard 200 | 164      |